# Оловянишников, Виктор Иванович
Виктор Иванович Оловянишников (1874, Москва — 28 сентября 1932, Москва) — почётный гражданин, содиректор Товарищества «П. И. Оловянишникова сыновья».

## Биография
Родился в 1874 году в семье Ивана Порфирьевича и Евпраксии Егоровны Оловянишниковых, проживавших в Москве, в доме госпожи (вдовы) Молчановой, в доме № 10 на Покровке.
В 1891 году окончил Московское реальное училище.
В семейном бизнесе Виктор Иванович Оловянишников «курировал» находившуюся в составе Товарищества «П. И. Оловянишникова сыновья» московскую фабрику церковной утвари. На международной выставке в Турине в 1911 году фабрика получила сразу четыре «Гран-при» и специальную награду «За сотрудничество», а её художественный руководитель С. И. Вашков получил золотую медаль; В. И. Оловянишников был отмечен почётным дипломом.
В 1913 и 1917 годах избирался гласным Московской городской думы. Московский домовладелец (1903—1916): Малая Дворянская улица, улица Покровка (д. 10), Покровский бульвар (дд. 2/4 и 4), Хохловский переулок (д. 4/17). Был ктитором церкви Троицы Живоначальной на Грязех у Покровских ворот.
В 1913—1915 годах издавал ежемесячный журнал «Светильник», посвященный религиозному искусству России и его истории; в начале НЭПа (1921) пытался возродить фабрику церковной утвари в Москве; был сослан с женой в Нерехту.
Похоронен на Ново-Девичьем кладбище в Москве (4-й участок)
Сын, Виктор Викторович Оловянишников (16 августа 1899, Москва — 12 апреля 1959, Париж), жил в эмиграции во Франции, в Париже; похоронен на кладбище Сент-Женевьев-де-Буа.

## Комментарии
1. ↑  В семье сложились три возрастных пары сыновей: старшая — Порфирий (1871—1909) и Иван (1872—1918), средняя — Виктор и Николай (1875—1918) и младшая — Владимир (1881—не ранее 1918) и Георгий (1882—не ранее 1936); кроме сыновей в семье были две дочери — Мария (1878—1948) и Татьяна(1891—1973).